# NGC 2845
NGC 2845 ist eine Spiralgalaxie vom Hubble-Typ Sa? im Sternbild Vela. Sie ist schätzungsweise 103 Millionen Lichtjahre von der Milchstraße entfernt.
Das Objekt wurde am 1. Februar 1835 von John Herschel entdeckt.